# De libidine et aegritudine
Il De libidine et aegritudine (in greco antico: Πότερον ψυχῆς ἢ σώματος ἐπιθυμία καὶ λύπη?) è un opuscolo filosofico-morale pseudoplutarcheo.

## Attribuzione
L'opuscolo, incompleto, fu pubblicato nel 1773 da Thomas Tyrwhitt, che lo aveva scoperto in un manoscritto del XV secolo contenente altri ventotto Moralia di Plutarco, il Codex Harleianus 5612, appartenuto a Robert Harley e ora conservato nella British Library.
Lo si ritiene spurio, soprattutto a causa della mancanza di clausole metriche tipiche dei Moralia certamente plutarchei, «ma la possibilità che l'autore sia effettivamente Plutarco non può essere del tutto esclusa». Secondo Sandbach, le somiglianze sono superiori alle differenze e tali da far pensare come probabile che Plutarco ne sia l'autore. Lo stesso Sandbach ritiene altrimenti possibile che l'opuscolo sia stato scritto da un giovane allievo del filosofo, appartenente alla sua ristretta cerchia, e ne propone, pur non senza riserve, una datazione al I secolo d.C..

## Struttura
L'operetta si chiede se desiderio (ἐπιθυμία) e dolore (λύπη) siano causati dall'anima o dal corpo, una questione importante e dibattuta fin dagli albori della filosofiaː vengono a tal proposito citate le opinioni contrastanti di Democrito, Teofrasto, Stratone di Lampsaco, Eraclide, Posidonio e Diodoto. L'autore propende per coloro i quali sostengono che le affezioni riguardano sia l'animo sia il corpo, ovvero l'essere umano nella sua completezza, ma l'opuscolo s'interrompe prima dell'argomentazione.